# Sapoba serricauda
Sapoba serricauda är en insektsart som beskrevs av Rauno E. Linnavuori och Al-ne'amy 1983. Sapoba serricauda ingår i släktet Sapoba och familjen dvärgstritar. Inga underarter finns listade i Catalogue of Life.